# 山羊峽谷棧橋
山羊峽谷棧橋（英語：Goat Canyon Trestle）是一條位於加州聖迭戈縣的木造棧橋，長597—750英尺（182—229），是世上最大的全木造棧橋。橋樑在1933年建成，原為聖迭戈及亞利桑那東部鐵路的一部份，此前鐵路公司嘗試建造隧道以穿越卡里索峡谷，但隧道倒塌後便改為興建橋樑。這條鐵路在1919年完工前被稱為「不可能的鐵路」 ，從下加利福尼亞州出發，經過聖迭戈東部抵達帝王谷。由於卡里索峽谷的溫度波動，橋樑是由木造而非鋼鐵。時至今日，大部份鐵路都停用了此棧橋。

## 背景

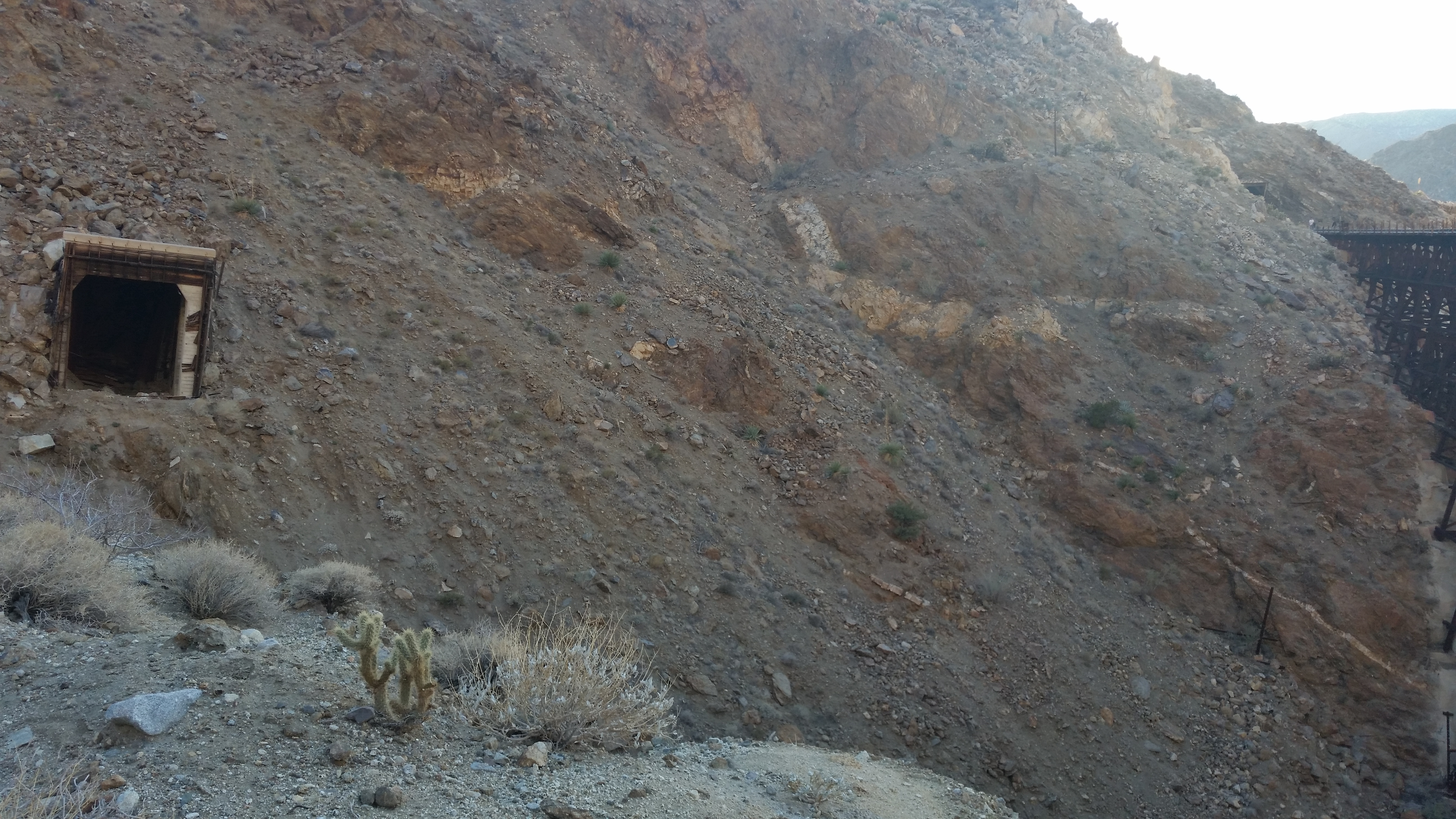
已倒塌的15號隧道北面出口

聖迭戈及亞利桑那東部鐵路在時任總統西奥多·罗斯福催促及得到愛德華·亨利·哈里曼支持下，於1907年在約翰·D·施普雷克爾斯監督下開始修建。工程師們稱這條鐵路為「不可能的鐵路」，因為需要穿越科罗拉多沙漠和哈昆巴山。鐵路最終在1919年完工，連接聖迭戈和帝王谷，途中進入墨西哥國境。在興建鐵路前，聖迭戈唯一鐵路是北面經洛杉磯的鐵路，且在19世紀末在完成。新鐵路能連接南太平洋鐵路而非北面的艾奇遜、托皮卡和聖塔菲鐵路。在鐵路開通時及棧橋興建前，這鐵路最標誌性的橋樑是坎波溪高架橋（Campo Creek Viaduct），長600英尺（180）及高200英尺（61）。
聖迭戈及亞利桑那東部鐵路經歷了不少困難，包括岩石滑坡和隧道倒塌，使鐵路不時需要關閉。1932年3月15日的地震使15號隧道倒塌，至今仍可見其遺跡。

## 歷史
聖迭戈及亞利桑那鐵路由首席工程師卡爾·艾肯鲍姆（Carl Eichenlaub）設計，根據CS-33標準普通圖則設計。橋樑因應15號隧道倒塌而建造，原本設計長度為633英尺（193），高186英尺（57），在1932年動工興建。橋樑部份在峽谷底部完成組裝後，然後吊升至相應位置。由於峽谷有顯著的溫度波動，因此採用紅杉亞木作為橋樑材料，與整條鐵路鐵軌屬同一木材，如採用鋼鐵則會導致金屬疲勞。為抵禦峽谷的強風，橋樑以14°彎度建成。此外橋樑沒有任何一顆钉子，反而使用螺栓。棧橋最終在1933年完成，而鐵路路線亦需要重新調整。為方便滅火，在16號隧道附近部署一輛罐車。

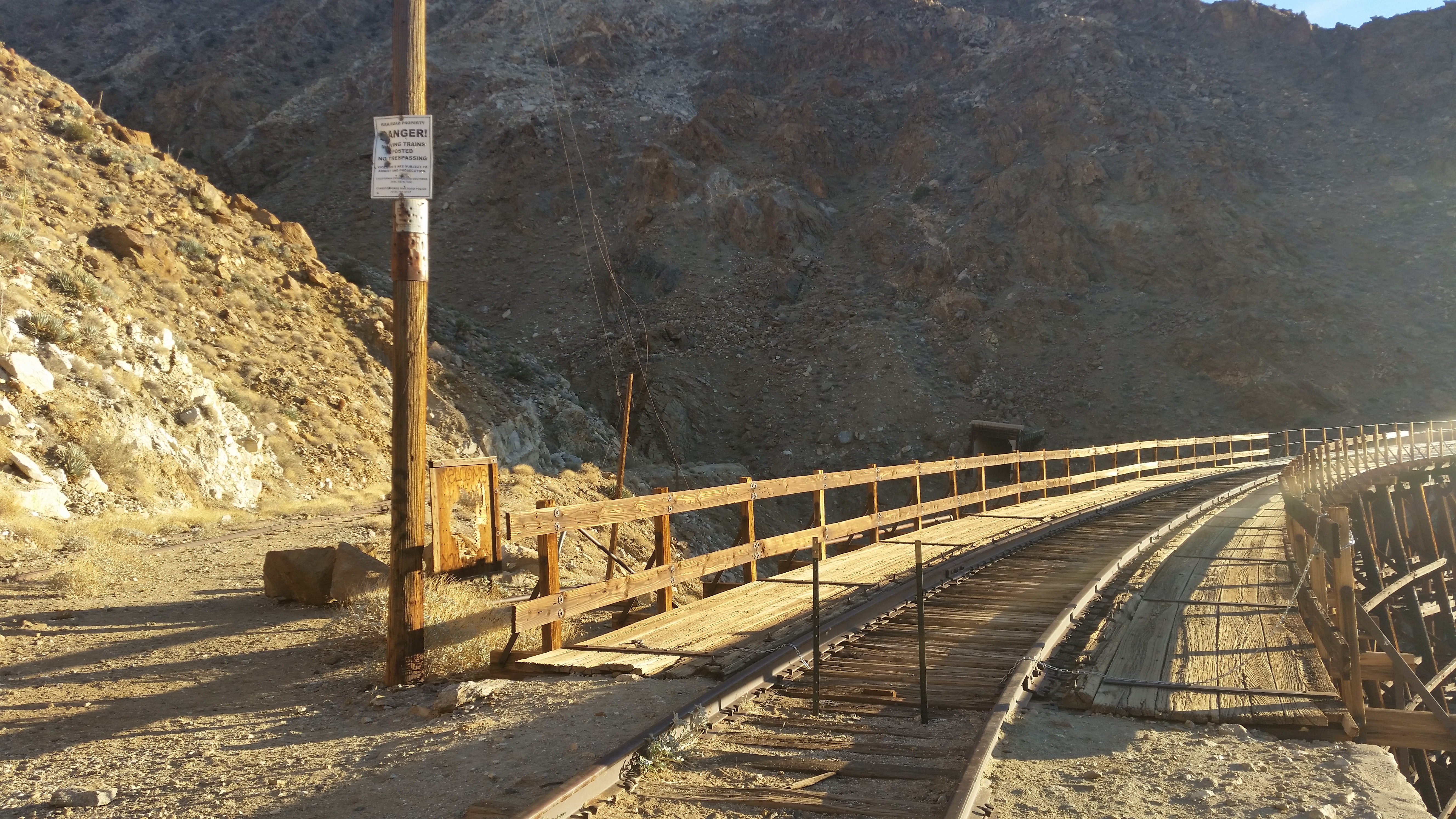
山羊峽谷棧橋北面出口

第二次世界大戰結束後，聖迭戈及亞利桑那東部鐵路受到汽車旅遊上升影響而客量下降，最於在1951年終止了橫跨棧橋的定期客運服務，但貨運服務仍斷斷續續地持續。1976年飓风凯瑟琳吹襲使大橋及鐵路其它部份受損，至1981年才能完全修復。1983年，一條隧道倒塌又使鐵路服務再度中斷。1999年，胡尔·侯赛造訪棧橋及替公共廣播的紀錄片加州的金（California's Gold）拍攝一集關於此橋樑。修復工程拖到2003年才展開，在錫達山火期間，維修人員協助加州林業部滅火。
卡里索峡谷鐵路在2004年修復完成後恢復通車。太平洋西南鐵路博物館提供一條觀光路線，從坎波出發。2008年，沙漠路線，包括墨西哥北部和卡里索峡谷無限期關閉以進行維護工程，使棧橋的使用再一次終止。2017年初，橋樑附近的6號隧道倒塌，路線受阻。2018年1月，下加利福尼亞州鐵路評估路線的維修，希望能把它重新投入使用，但在2021年放棄了計劃。棧橋成為了遠足的熱門地點。

## 附近環境
山羊峽谷位於加州聖迭戈縣，峽谷其中一個特色是有一個乾瀑布。峽谷是結晶基底，至少自1970年代起，瀕危物種大角羊在棧橋附近出沒，此外同屬瀕危的贝氏莺雀亦在附近可見。2017年的沙漠绽放期間，猴花在峽谷中開花。

## 複製品
聖迭戈模型鐵路博物館曾有一個HO軌棧橋複製品，模型比例為1:87，離地面6英尺（1.8）及高10英尺（3.0）。此模型在1941年完成，比博物館更早完工。此外博物館亦有另一個以1855年勘測的路線為基礎，1:160的N軌棧橋複製品。

## 外部連結
- LunarLight. . Trainorders.com. Todd Clark. 2010  [2024-04-27]. （原始内容存档于2024-04-27）.